# Erchanger
Erchanger, auch Erchangar II. († 21. Januar 917, möglicherweise in Aldingen bei Spaichingen), war Königsbote, Pfalzgraf in Schwaben und von 915 bis 917 Herzog von Schwaben. Er war wahrscheinlich ein Sohn des schwäbischen Pfalzgrafen Berchthold I. (auch Erchanger I. genannt) (um 880/892) und einer Tochter des Etichonen Erchanger (der Jüngere) († um 864), Graf im Elsass (andere Quellen nennen Gisela von Ostfranken (* 840; † 891), Tochter König Ludwigs II., als seine Mutter), und damit Angehöriger der Familie der Alaholfinger. Seine Schwester Kunigunde heiratete Markgraf Luitpold von Karantanien und in zweiter Ehe Konrad I. Sein Bruder war Berchthold. Erchangers Gemahlin war Bertha († 966).
Erchanger war Königsbote und Gutsverwalter in Schwaben. Bis ins Jahr 911 unterstützten sich Erchanger und Bischof Salomo III. von Konstanz aufgrund ihrer gemeinsamen politischen Interessen gegenseitig. Erchanger, aber auch Burchard I. und dessen Sohn Burchard II., strebten nach der Macht in Schwaben. Erchanger beteiligte sich maßgeblich an der Ausschaltung Burchards I., der 911 des Hochverrats angeklagt und hingerichtet wurde. Nachdem somit die Burchardinger ihre Vormachtstellung eingebüßt hatten, waren Erchanger und sein Bruder Berchthold die einflussreichsten Grafen in Alemannien. Im Jahr 913 brach ein Streit zwischen Erchanger und König Konrad I. aus. Als Geste der Versöhnung verheiratete Erchanger seine Schwester Kunigunde, deren Mann Luitpold gerade verstorben war, mit Konrad I., der im Gegenzug Erchanger als Vertreter des Königtums in Schwaben einsetzte. Dies brachte ihn in Gegensatz zu Bischof Salomo. Im Jahr 914 befahl Erchanger, der seine Einkünfte durch den Bischof geschmälert sah, diesen gefangen zunehmen. Daraufhin ließ König Konrad Erchanger gefangen nehmen und in die Verbannung schicken. Bischof Salomo erlangte seine Freiheit zurück.
Schon ein Jahr später, 915, kehrte Erchanger zurück. Noch im selben Jahr kämpften er und Burchard II. an der Seite des bayerischen Herzogs Arnulf siegreich gegen die Ungarn in der Schlacht am Inn. Danach verbündeten sich Erchanger und Burchard gegen König Konrad I. und besiegten diesen in der Schlacht bei Wahlwies im Hegau. Anschließend wurde Erchanger zum Herzog von Schwaben ausgerufen.
Wegen seiner Vergehen gegen den König und den Bischof wurde Erchanger im September 916 von der Synode von Hohenaltheim zu Klosterhaft verurteilt. Bei dem Versuch, sich mit König Konrad I. zu versöhnen, wurden er und sein Bruder auf der Anreise im Januar 917 auf Befehl des Königs hingerichtet. Erchangers Güter wurden konfisziert, seine Gemahlin Bertha durfte ihren Besitz behalten.